# Sân bay quốc tế Diego Aracena
Sân bay quốc tế Diego Aracena (IATA: IQQ, ICAO: SCDA) là một sân bay ở Iquique, Chile. Sân bay này có một đường băng dài 3350 m có bề mặt rải bê tông nhựa.

## Các hãng hàng không và các tuyến điểm
Đến thời điểm hiện nay, sân bay này có các hãng hàng không với các tuyến điểm sau:
- LAN Airlines (Antofagasta, Arica, Calama, La Paz, Santa Cruz de la Sierra, Santiago)
- Sky Airline (Antofagasta, Arica, Copiapó, Santiago)